# Kōhei Uchimura
Kōhei Uchimura (内村 航平, Uchimura Kōhei, né le 3 janvier 1989 à Kitakyūshū) est un gymnaste japonais.
Médaillé d'argent aux Jeux olympiques de 2008 à Pékin, il remporte ensuite 6 médailles d'or consécutives lors du concours général entre les championnats du monde de Londres en 2009 et ceux de 2015 à Glasgow, ainsi que deux titres olympiques à Londres en 2012 et à Rio en 2016.
Il a également remporté le titre par équipe aux Championnats du monde de 2015 et aux Jeux olympiques de 2016. Il a aussi trois titres de champions du monde par agrès : au sol en 2011, aux barres parallèles en 2013 et à la barre fixe en 2015. Outre les victoires, il totalise quatre autres médailles olympiques et neuf autres médailles mondiales.

## Biographie
Issu d'une famille de sportifs — Kōhei Uchimura commence la gymnastique à l'âge de 3 ans, chez lui, dans la préfecture de Nagasaki, au club de sport de ses parents, également gymnastes. À 15 ans, il se transfère à Tokyo pour être entrainé par Naoya Tsukahara. Kōji Gushiken, son actuel entraîneur, dit qu'il excelle particulièrement au sol et au saut en raison de sa vitesse de rotation et de son sens de positionnement. Sa première compétition internationale junior se déroule en 2005 au Japon, mais il participe en dehors de la compétition officielle.
Il s'entraîne maintenant à la NSSU (en).
Ce que Kōhei aime dans la gymnastique, c'est de « pouvoir se tordre et tourner ».
Lors des Jeux olympiques de 2016, avec l'équipe du Japon, composée également de Kōji Yamamuro, de Ryōhei Katō, de Yūsuke Tanaka et de Kenzō Shirai, il remporte le titre par équipe avec 274,094 points, devançant enfin la Chine. Le lendemain, il conserve son titre lors du concours général avec 92,365 points, tout en étant néanmoins bousculé par l'Ukrainien Oleh Vernyayev (0,99 dixième de points d'écart). Déjà sacré en 2012 à Londres, il est le premier gymnaste à conserver son titre depuis son compatriote Sawao Katō (1968 et 1972).
Lors des Championnats du monde 2017 à Montréal, il se blesse à la cheville lors de sa réception en saut durant les qualifications et doit donc renoncer à défendre ses trois titres acquis en 2015. Cela signe la fin de son invincibilité au concours général, après six titres de champion du monde et deux titres olympiques gagnés depuis 2009.
En 2021, il se retrouve éliminé après sa chute lors des qualifications à la barre fixe aux Jeux Olympiques à Tokyo.
En 2022, Kōhei Uchimura annonce la fin de sa carrière cinq mois après les Jeux Olympiques de Tokyo où il n'avait pas remporté de médaille.

## Palmarès

### Jeux olympiques

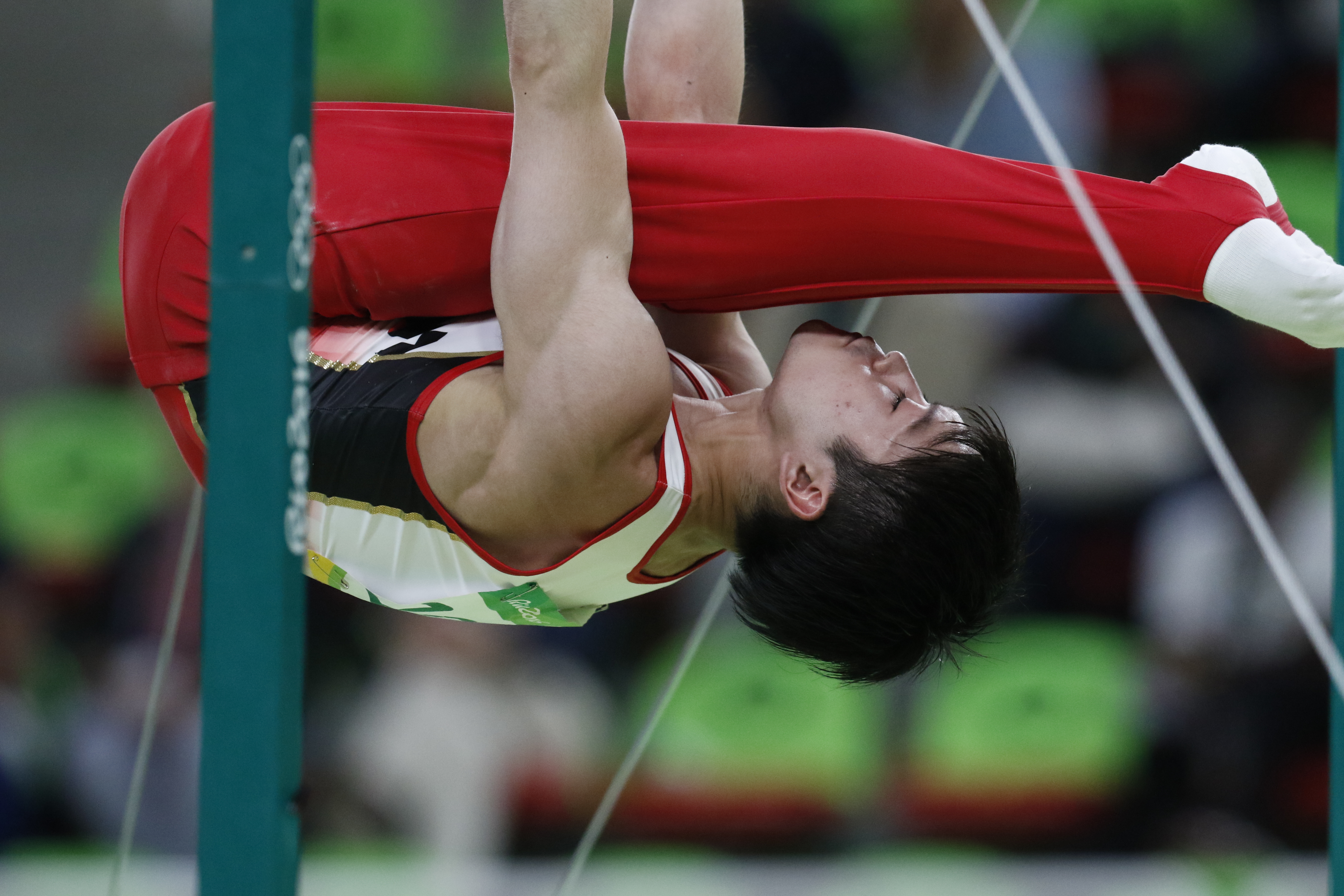
Kōhei Uchimura aux anneaux lors des Jeux olympiques de Rio en 2016.

| Épreuve/Année     | Pékin 2008 | Londres 2012 | Rio 2016 |
| ----------------- | ---------- | ------------ | -------- |
| Par équipes       | 2e         | 2e           | 1er      |
| Concours général  | 2e         | 1er          | 1er      |
| Sol               | 5e         | 2e           | 5e       |
| Cheval d'arçons   |            |              |          |
| Anneaux           |            |              |          |
| Saut de cheval    |            |              |          |
| Barres parallèles |            |              |          |
| Barre fixe        |            |              |          |

### Championnats du monde
| Épreuve/Année               | Londres 2009 | Rotterdam 2010 | Tokyo 2011 | Anvers 2013 | Nanning 2014 | Glasgow 2015 | Montréal 2017 | Doha 2018 |
| --------------------------- | ------------ | -------------- | ---------- | ----------- | ------------ | ------------ | ------------- | --------- |
| Concours par équipes        | -            | 2e             | 2e         | -           | 2e           | 1er          | -             | 3e        |
| Concours général individuel | 1er          | 1er            | 1er        | 1er         | 1er          | 1er          | -             | -         |
| Sol                         | 4e           | 2e             | 1er        | 3e          | -            | -            | -             | -         |
| Cheval d'arçons             | -            | -              | 5e         | -           | -            | -            | -             | -         |
| Anneaux                     | -            | -              | 6e         | -           | -            | -            | -             | -         |
| Saut de cheval              | -            | -              | -          | -           | -            | -            | -             | -         |
| Barres parallèles           | -            | 3e             | 4e         | 1er         | -            | -            | -             | -         |
| Barre fixe                  | 6e           | -              | 3e         | 3e          | 2e           | 1er          | -             | 2e        |